# Ingolf
Ingolf  è un nome proprio di persona danese, norvegese, svedese e tedesco maschile.

## Varianti
- Diminutivi: Inge[1]

### Varianti in altre lingue
- Islandese: Ingólfur
- Norreno: Ingólfr[1]

## Origine e diffusione
Deriva dal nome norreno Ingólfr, costituito dal nome del dio Ing combinato con úlfr, "lupo". Il primo elemento fa parte anche dei nomi Ingemar, Ingunn, Ingegerd, Ingeborg, Ingvar e Ingrid, mentre il secondo si ritrova nei nomi Ulfo e Raul.

## Onomastico
Il nome è adespota, non essendo portato da alcun santo, quindi l'onomastico ricade il 1º novembre, giorno di Ognissanti.

## Persone

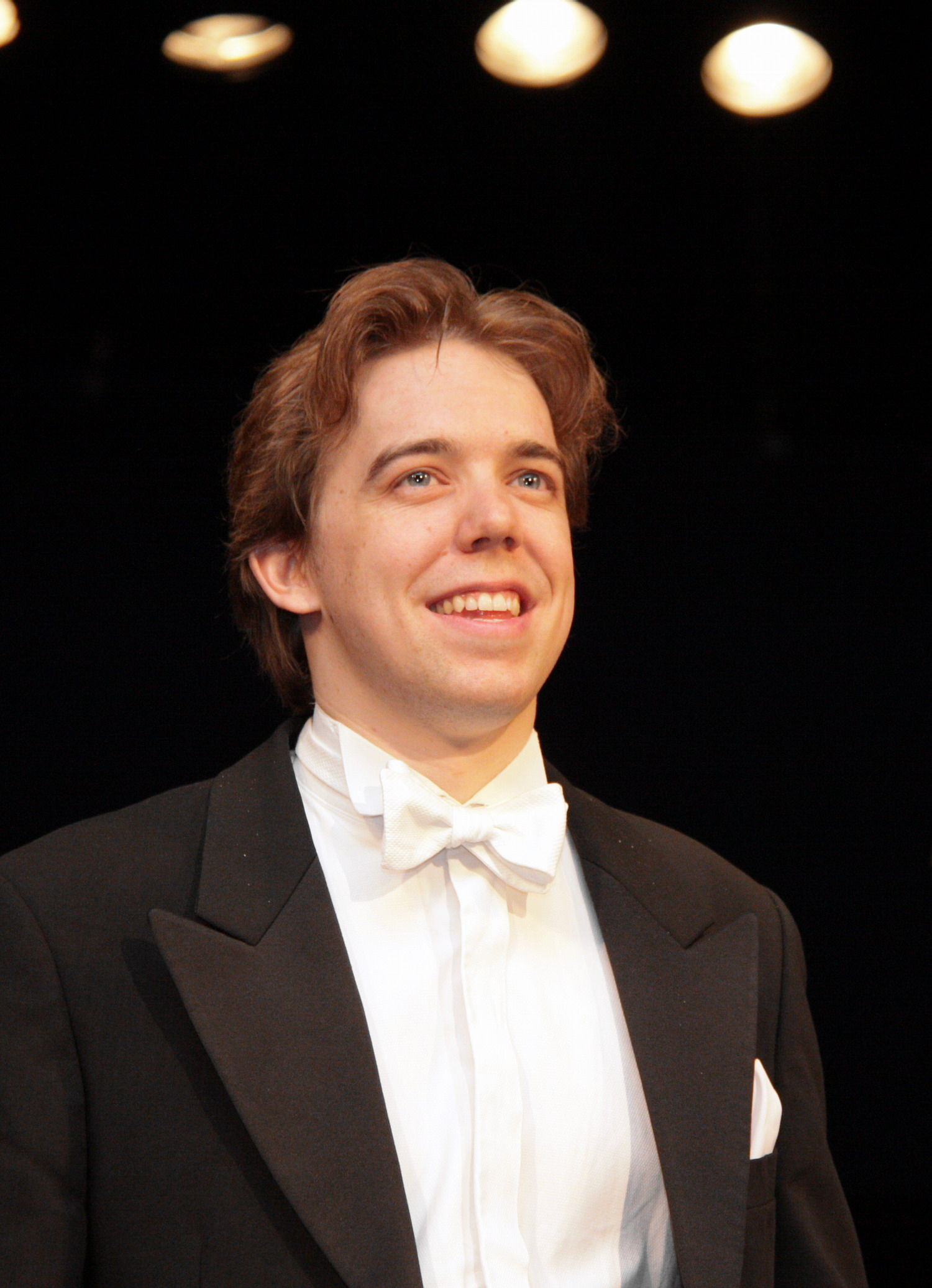
Ingolf Wunder

- Ingolf Elster Christensen, politico norvegese
- Ingolf Olsen, calciatore norvegese
- Ingolf Pedersen, calciatore norvegese
- Ingolf Wunder, pianista austriaco

### Variante Ingólfur
- Ingólfur Arnarson, primo colonizzatore permanente dell'Islanda.